# Prueba Ciclística 9 de Julio 2011
La 68ª edición de la Prueba Ciclística 9 de Julio, se disputó el 9 de julio de 2011 en el autódromo de Interlagos de San Pablo.
En principio la prueba para la categoría Elite/sub-23 fue integrada el calendario internacional americano pero finalmente no fue así.
Tuvo un recorrido de 16 vueltas al circuito (70 km). 
Los equipos participantes estuvieron conformados por entre 5 y 8 ciclistas, con un límite máximo de 200 corredores.
La carrera transcurrió con un pelotón agrupado durante todo el recorrido debido al viento reinante y finalmente la competición se definió en esprint y fue ganada por Roberto Pinheiro del equipo Funvic, 2.º fue el argentino Edgardo Simón y 3º Glauber Silva.

## Clasificación final
| \| Posición \| Ciclista \| Equipo \| Tiempo \| \| -------- \| ------------------- \| ------------------------------------- \| ---------- \| \| 1. \| Roberto Pinheiro \| Funvic-Pindamonhangaba \| 1h 34' 27" \| \| 2. \| Edgardo Simón \| Padaria Real-Sorocaba \| + 1" \| \| 3. \| Glauber Silva \| Suzano-Trotz-Microsifht \| m.t. \| \| 4. \| Jean Carlos Colaca \| São José dos Campos-Cannondale \| m.t. \| \| 5. \| Geraldo Sousa \| São Lucas-Giant \| m.t. \| \| 6. \| Francisco Chamorro \| São José dos Campos-Cannondale \| + 2" \| \| 7. \| Rodrigo Araujo \| DataRo \| m.t. \| \| 8. \| João Marcelo Gaspar \| SEMEPP-Pastorinho-Presidente Prudente \| + 3" \| \| 9. \| Everson Camilo \| Acivas-Unimed VS \| + 4" \| \| 10. \| Izael Silva \| FW Engenharia-Amazonas Bike-Três Rios \| m.t. \| |                     |                                       |            |
| Posición | Ciclista            | Equipo                                | Tiempo     |
| 1. | Roberto Pinheiro    | Funvic-Pindamonhangaba                | 1h 34' 27" |
| 2. | Edgardo Simón       | Padaria Real-Sorocaba                 | + 1"       |
| 3. | Glauber Silva       | Suzano-Trotz-Microsifht               | m.t.       |
| 4. | Jean Carlos Colaca  | São José dos Campos-Cannondale        | m.t.       |
| 5. | Geraldo Sousa       | São Lucas-Giant                       | m.t.       |
| 6. | Francisco Chamorro  | São José dos Campos-Cannondale        | + 2"       |
| 7. | Rodrigo Araujo      | DataRo                                | m.t.       |
| 8. | João Marcelo Gaspar | SEMEPP-Pastorinho-Presidente Prudente | + 3"       |
| 9. | Everson Camilo      | Acivas-Unimed VS                      | + 4"       |
| 10. | Izael Silva         | FW Engenharia-Amazonas Bike-Três Rios | m.t.       |